# 入江里咲
入江里咲（2005年10月18日—），現為Hello! Project旗下女子偶像團體組合Juice=Juice的六期成員。隸屬於UP-FRONT AGENCY公司。

## 簡歷

### 2020年
- 參加「ANGERME ONLY ONE Audition～私を創るのは私～」於最終審查時落選。

### 2021年
- 於「早安家族「Juice=Juice」「山茶花工廠」合同新成員Audition」中合格。
- 7月7日，與有澤一華、江端妃咲以第六期生加入Juice=Juice。

## 人物
- 特技分別為英文檢定準2級、漢字檢定準2級、毛筆四段、硬筆四段、和太鼓。
- 興趣是彈奏三味線、筋力訓練、欣賞早安家族的歌曲。
- 喜歡的音樂類型為「J-POP（早安家族）」。
- 喜歡的運動為棒球。
- 座右銘『克己心』。
- 是Juice=Juice的成員當中首位非Hello! Pro研修生升格的成員。

## 外部連結
- 入江里咲 Hello!Project官方頁面 （页面存档备份，存于）
- Juice=Juiceオフィシャルブログ  （页面存档备份，存于）